# スポッティングライフル

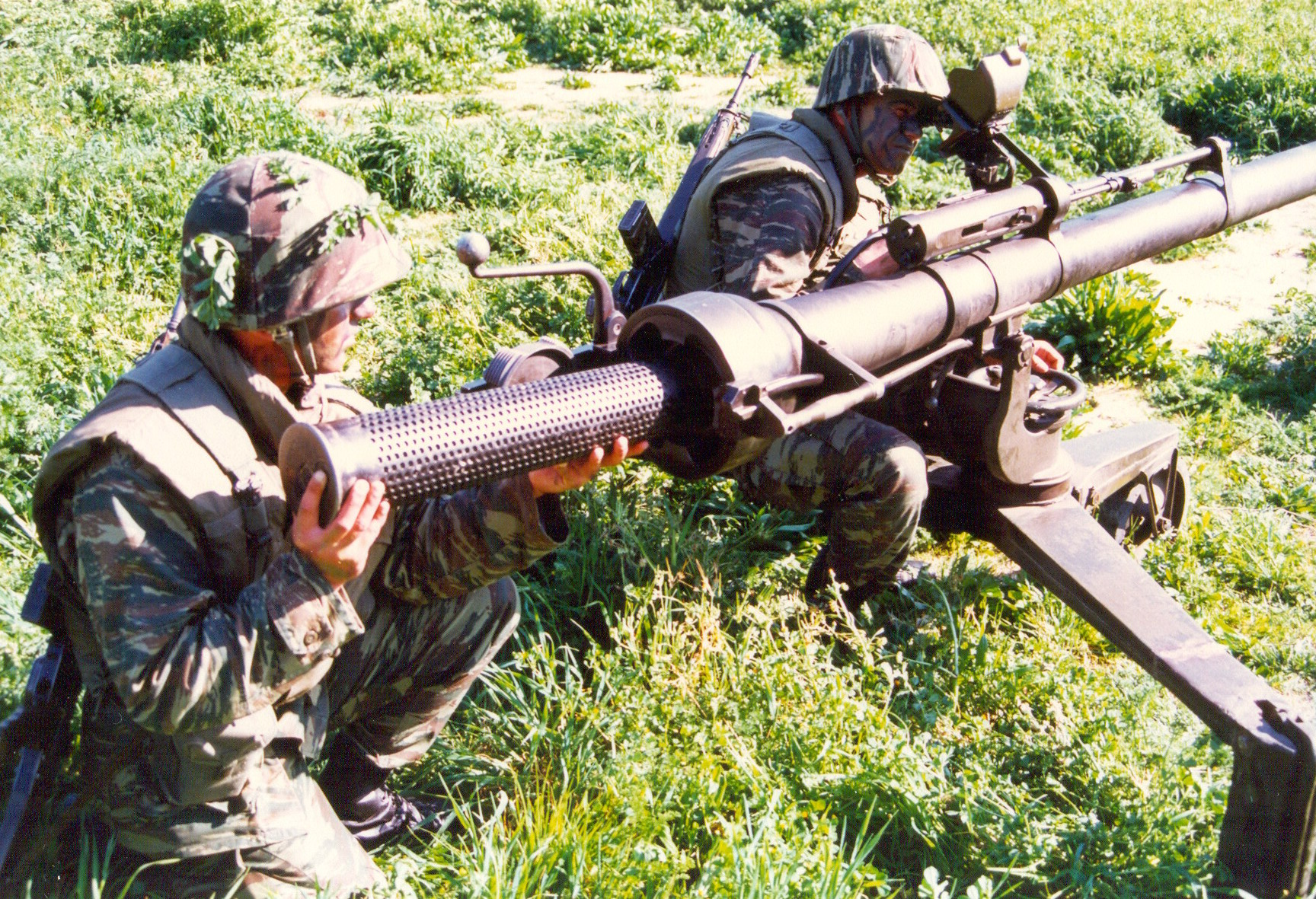
M40無反動砲の照準を定め装填を行うギリシャ兵ら。砲身の真上にスポッティングライフルが設けられている

スポッティングライフル（Spotting rifle）、またはスポットライフルは、火砲の照準器として用いられる小口径銃である。これを用いて対象の火砲と類似した弾道の曳光弾を射撃する事により、対象の火砲の弾道を予測して照準を行う。

## 対戦車無反動砲
スポッティングライフルは、1950年代から1970年代にかけて設計された対戦車無反動砲で広く用いられた。こうした火砲は目視による直接照準射撃に用いられるが、構造上の都合から発砲時の初速が低く、また、発射された砲弾は曲射弾道を取るため、有効な射撃を行うには精密な照準が必要である。また、無反動砲を発砲すると後方噴煙や巻き上げられた砂塵などによって敵から容易に発見されてしまうため、極力初弾を命中させる必要がある。しかし、当時の火砲用光学視差式距離計は小型軽量の無反動砲に搭載するには大きくかさばるという欠点があった事から、より軽量かつ単純で直感的に照準を行えるスポッティングライフルが広く使われるようになった。後に小型のレーザー式距離計が開発されると、スポッティングライフルはこれに置換されていった。
イギリス製の120mm対戦車無反動砲BATシリーズでは様々な種類の照準器が用いられた。オリジナルのBATは光学照準器のみ搭載されていたが、携行性を高めた軽量改良型のMoBATではブレン軽機関銃の7.62x51mm NATO弾型であるL4軽機関銃をスポッティングライフルとして搭載していた。BATシリーズの最終モデルとなるWOMBATでは、M40無反動砲などと同様のレミントン製50口径スポッティングライフル、M8C（M8C .50）を搭載していた。これらはいずれもガス圧動作式の半自動銃として使用された。M40無反動砲の場合、砲架の高低ハンドルの中心にあるノブを引くとM8C、次いで押し込むとM40が発砲される。なお、M8Cが使用する50口径弾は12.7x76mm弾であり、ブローニングM2重機関銃などが使用する12.7x99mm弾とは異なる。弾丸は肉薄の弾殻に炸薬を内蔵した曳光弾で、飛翔中には底部の曳光剤が発光し、着弾すると炸薬が炸裂することで射手に弾道を示す。
複数基の無反動砲を搭載する車両は、通常はそれぞれの砲ごとにスポッティングライフルを搭載した。ただし、M50オントス自走無反動砲の場合は、6基の無反動砲のうち上部の4本にのみスポッティングライフルが取り付けられていた。ベトナム戦争に投入されたオントスの写真には、さらに2基減らして左右1基ずつのスポッティングライフルのみ搭載しているものも見られる。

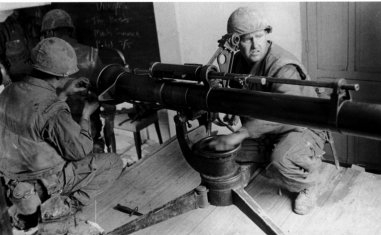
フエの戦い（英語版）の最中、M40無反動砲を使用するアメリカ海兵隊の隊員 砲身の真上にあるものがスポッティングライフル
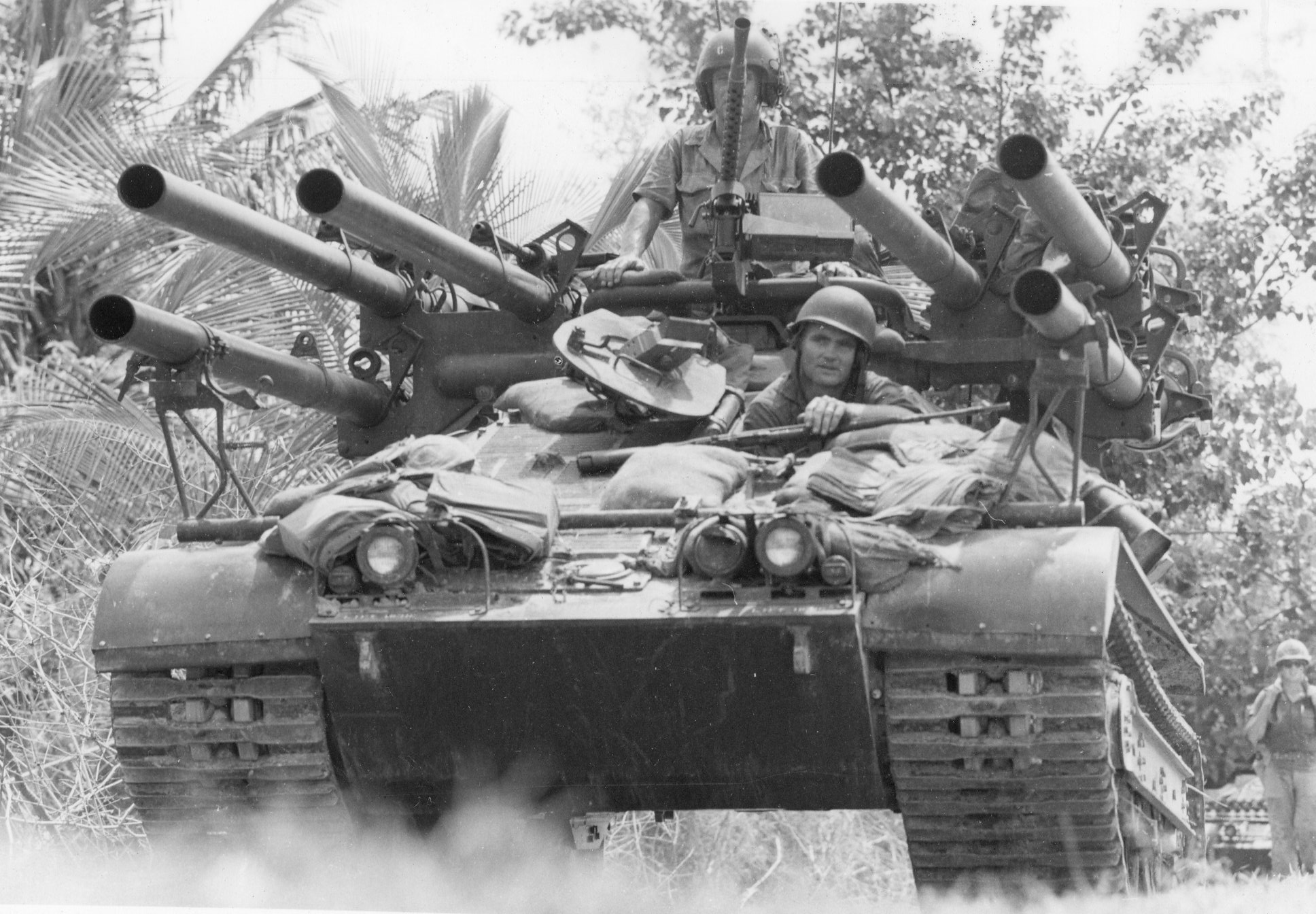
M50自走無反動砲。上部4基の砲架にのみスポッティングライフルが取り付けられている
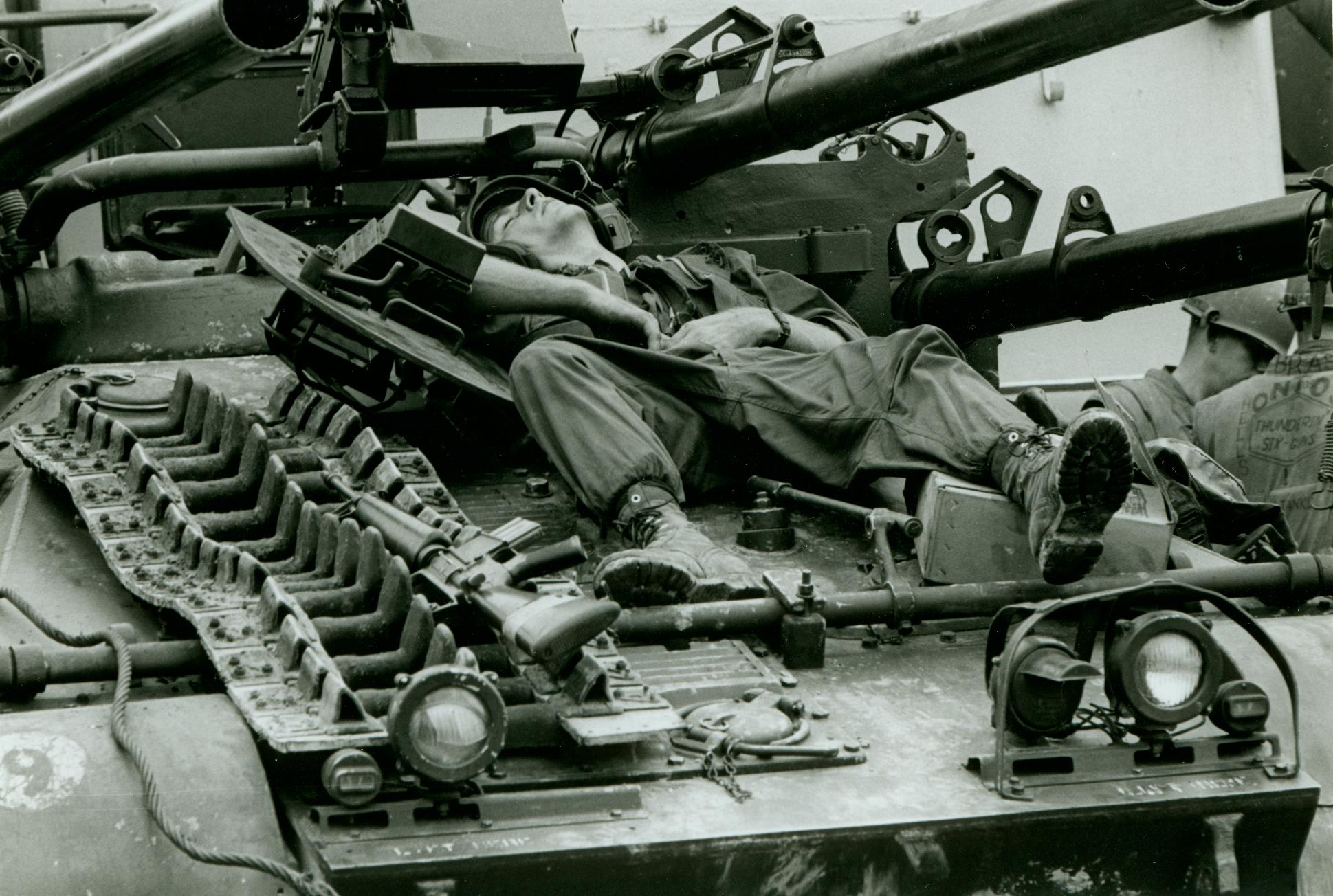
ベトナム戦争におけるM50自走無反動砲。砲が片側2基に減らされており、スポッティングライフルは上部の砲架にのみ取り付けられていることがわかる
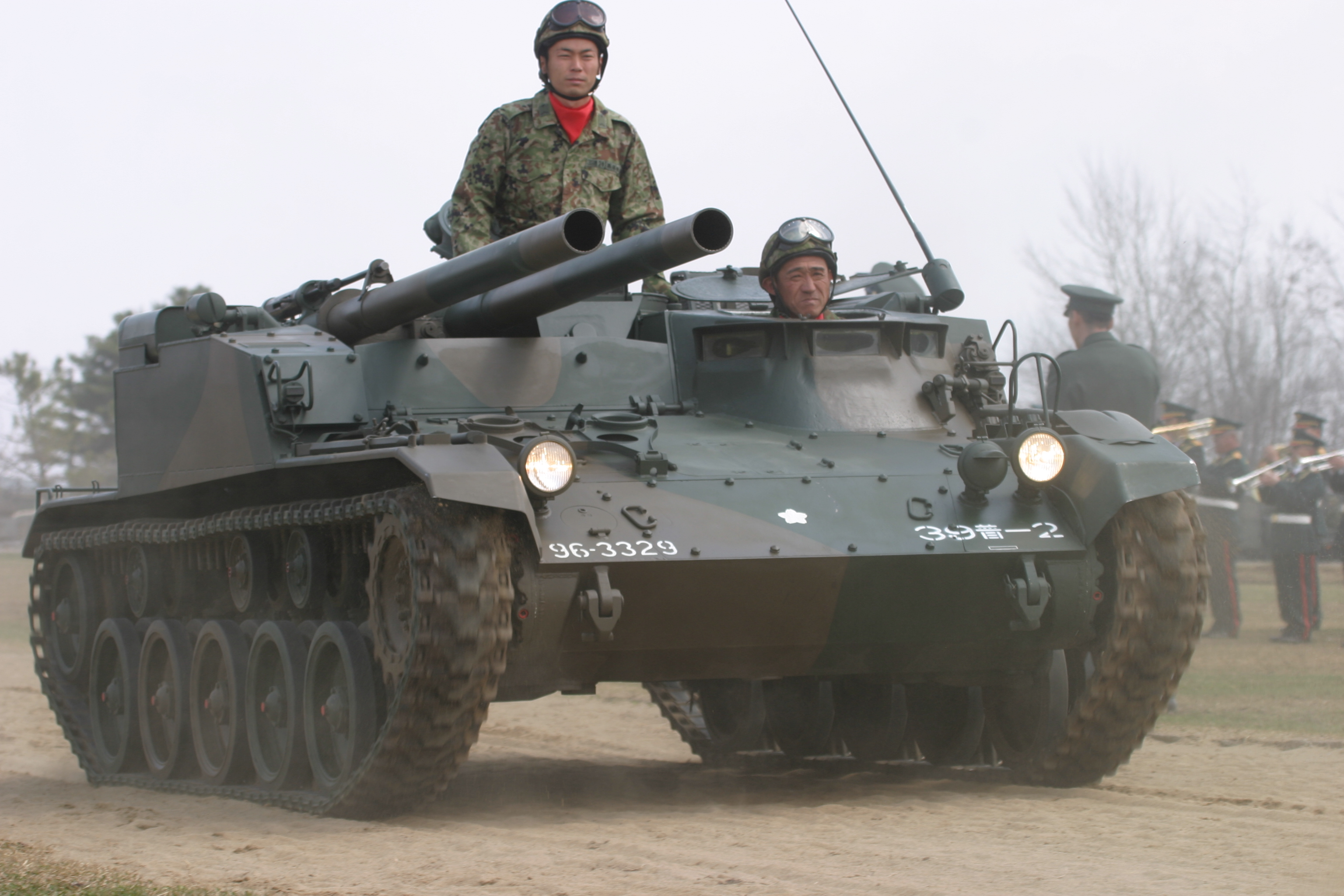
60式自走106mm無反動砲。砲の上部にスポッティングライフルがあることがわかる

## ロケットランチャー
個人携行用のロケットランチャーでもスポッティングライフルが採用された例がある。イギリスがLAW 66およびカールグスタフを更新するべく開発したLAW 80 ロケットランチャーでは、9mm口径で弾倉容量5発のスポッティングライフルが搭載された。これに用いる9mm銃弾は、ロケットの弾道を再現するための特殊なもので、7.62x51mm NATO弾の薬莢の中に.22 ホーネット弾の空包を内蔵し、新設計の9mm口径の曳光弾を組み合わせたものである。
のちにアメリカで開発されたSMAW ロケットランチャーでも、LAW 80と同一のスポッティングライフルおよび9mm弾が採用された。

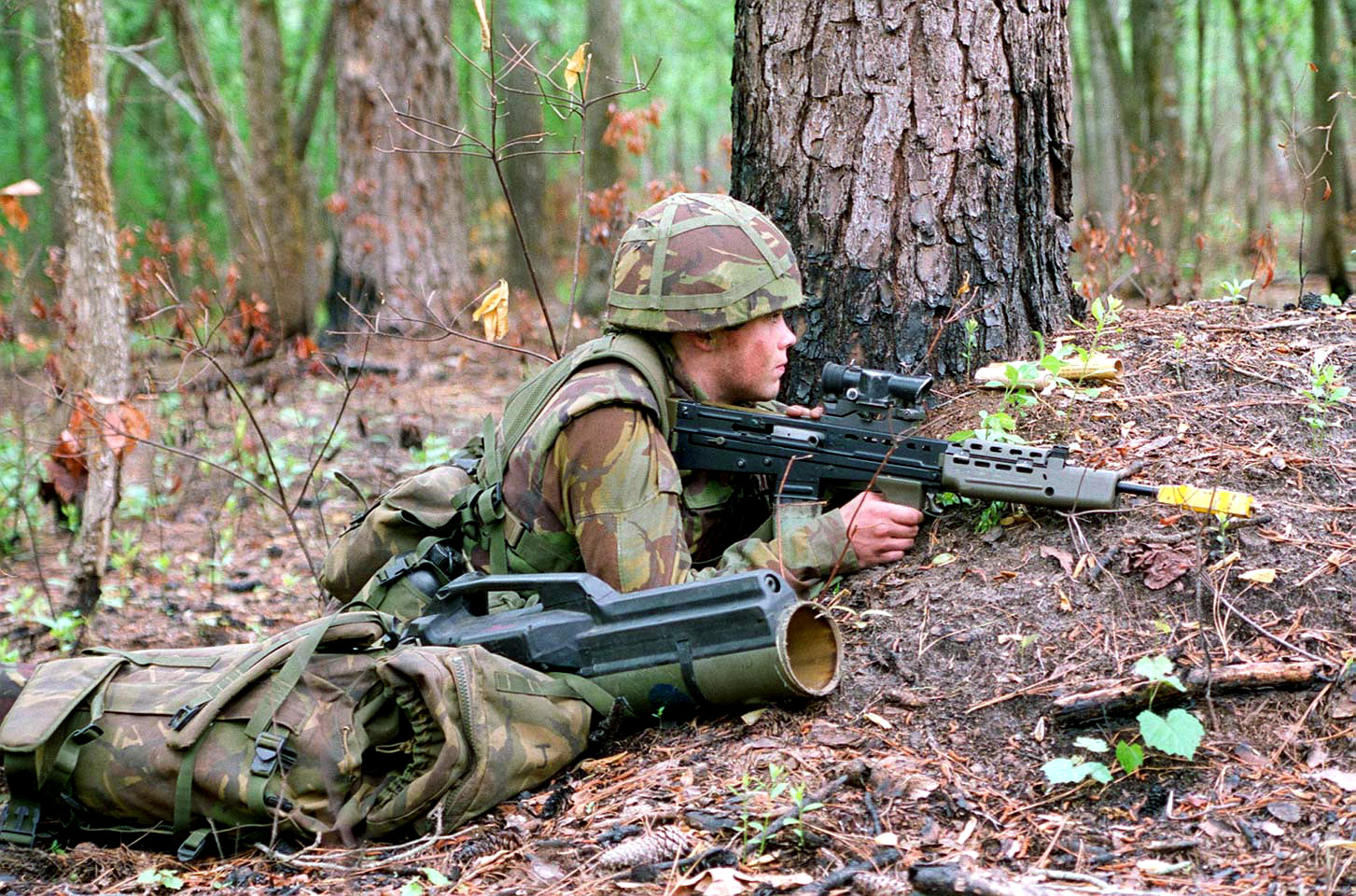
演習中のイギリス軍。手前に置かれたLAW 80（英語版）にスポッティングライフルの銃口が確認できる
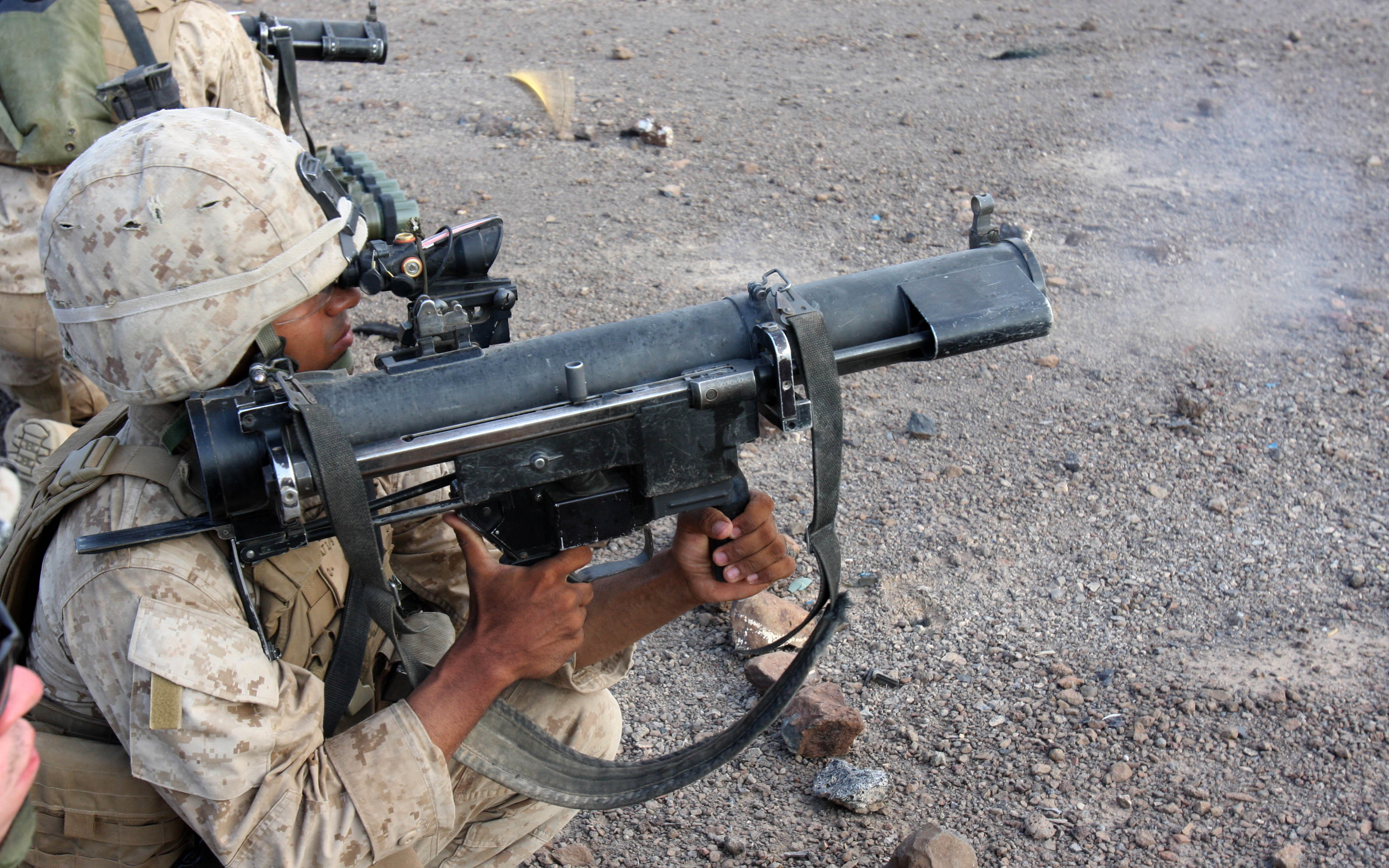
SMAW ロケットランチャーの実弾射撃に先立ち、付属のスポッティングライフルを用いて照準規正を行うアメリカ海兵隊の隊員

## 戦車の主砲

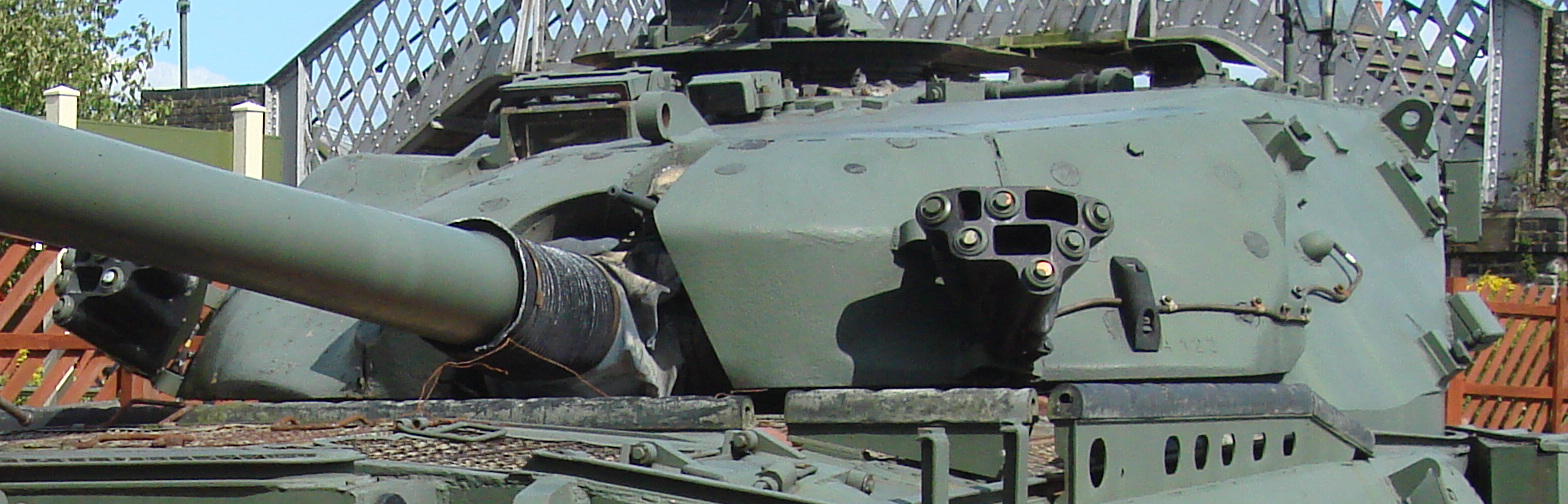
チーフテン戦車の砲塔。主砲の上にレンジングガンの銃口が見える

少数ながら、戦車砲の照準器としてスポッティングライフルが搭載された例もあり、これらはレンジングガン（Ranging gun）と呼ばれた。これは、1950年代、強力な主砲による最初の一撃で敵を撃破するという戦車の運用思想が広まった時期、射撃精度を向上させるべく使用されたものの、まもなくレーザー式距離計に置換された。
イギリス製のセンチュリオン Mk.5/2戦車は、新式の105mm L7砲と共にレンジングガンを搭載していた。このレンジングガンは、ブローニングM2重機関銃およびM8C スポッティングライフルを参考に設計された。L7主砲は無反動砲類より高初速の砲であったため、弾薬は12.7x76mm弾よりも射程が期待できる12.7x99mm NATO弾を原型とした曳光弾が用いられた。この曳光弾は通常のNATO弾と同様の寸法で互換性もあり、通常の曳光弾よりも目立つことから、車載のM2重機関銃で使用される事も多かったという。センチュリオン戦車のレンジングガンは主砲同軸機銃などと共に、最も主砲に近い位置に配置されていた。
レンジングガンは有効な照準装置と見なされ、旧式の84mm主砲型など全てのモデルにレンジングガンを搭載する改造が施された。また、チーフテン戦車にも120mm主砲と共にレンジングガンが搭載されていた。ただし、120mm砲のような強力な主砲とレンジングガンの組み合わせは決して成功とは見なされなかった。例えば、120mm砲で粘着榴弾（HESH）を発射した場合の有効射程は8,700ヤード程度とされていたが、レンジングガンの曳光弾は2,600ヤード程度で燃え尽きてしまうため、それ以上の距離を照準することは事実上不可能だったのである。また、センチュリオン戦車の頃には2,000ヤード程度とされていた交戦距離の予測も、チーフテン戦車の頃には3,000ヤード以上まで拡大されていた。その後まもなくレーザー式距離計が開発され、チーフテン戦車のレンジングガンはこれに置換されていった。
その後開発されたFV101 スコーピオンでは、7.62x51mm NATO弾を使用するL43A1機関銃をレンジングガンとして搭載した。これは、通常の同軸機銃としての役割も兼ねている。